# Onet-le-Château
 Onet-le-Château  (en occitano Ònes) es una población y comuna francesa, situada en la región de Mediodía-Pirineos, departamento de Aveyron, en el distrito de Rodez y cantón de Rodez-Nord.

## Demografía
| 103 | 106 | 1 397 | 1 408 | 867 | 1 265 | 941 | 954 | 988 | 998 | 916 | 936 | 1 057 | 987 | 1 030 | 1 026 | 944 | 952 | 953 | 1 015 | 984 | 995 | 1 002 | 967 | 1 060 | 1 158 | 1 515 | 4 741 | 6 391 | 9 473 | 9 705 | 9 922 | 10 423 |
| Para los censos de 1962 a 1999 la población legal corresponde a la población sin duplicidades (Fuente: INSEE [Consultar]) |     |       |       |     |       |     |     |     |     |     |     |       |     |       |       |     |     |     |       |     |     |       |     |       |       |       |       |       |       |       |       |        |

En el cálculo oficial del INSEE de 2007 era la cuarta comuna más poblada del departamento.